# Syrphoctonus rubeoauratilis
Syrphoctonus rubeoauratilis är en stekelart som beskrevs av Diller 1982. Syrphoctonus rubeoauratilis ingår i släktet Syrphoctonus och familjen brokparasitsteklar. Inga underarter finns listade i Catalogue of Life.